# 1473

## Esdeveniments
Països Catalans
- 17 de setembre: La Corona d'Aragó recupera el Rosselló. Joan II de Catalunya-Aragó i Lluís XI de França signen la pau de Perpinyà, per la qual el sobirà francès renuncia als drets adquirits sobre els comtats del Rosselló i la Cerdanya.[1]

Resta del món
- Concili d'Aranda
- Expansió de l'imperi Asteca a partir de la conquesta de Tlateloco.
- Comença la construcció de la Capella Sixtina.

## Naixements
Països Catalans
Resta del món
- 19 de febrer - Toruń (Polònia): Nicolau Copèrnic, astrònom polonès, fundador de l'astronomia moderna.
- 17 de març - Castell de Stirling, Stirling, Escòcia: Jaume IV d'Escòcia, rei d'Escòcia.

## Necrològiques
Països Catalans
Resta del món